# Grutas de São Bartolomeu
As Grutas de São Bartolomeu, também conhecidas como Três Grutas, localizam-se em São Bartolomeu dos Galegos, na atual freguesia de São Bartolomeu dos Galegos e Moledo, no Município da Lourinhã, Distrito de Lisboa, em Portugal.
Conhecidas pela denominada Rota dos Dinossauros, a região do concelho da Lourinhã é detentora de um importante património arqueológico, com destaque para a Rota do Planalto das Cesaredas, estabelecida pelo próprio município com vista à divulgação da diversidade do património natural e edificado do seu termo.[carece de fontes?]
As Grutas de São Bartolomeu estão classificadas como Imóvel de Interesse Público desde 1943.

## História
Na continuação do complexo da serra de Aire e da serra de Montejunto, o terreno calcário, datando de cerca de 140 milhões de anos AP, este planalto mereceu a atenção dos primeiros geólogos e pioneiros dos estudos pré-históricos no país a partir de meados do século XIX, por iniciativa da emblemática Comissão dos Serviços Geológicos, na sequência de uma primeira turma formada, a pedido do Governo, pela Real Academias das Ciências, ainda em 1848.
Integraram desde o início este organismo nomes tão importantes como os do engenheiro militar Carlos Ribeiro, do lente de Mineralogia e Geologia da Escola Politécnica Francisco António Pereira da Costa e do alferes de engenharia Joaquim Filipe Nery da Encarnação Delgado.
Este último foi o responsável pelas primeiras incursões de estudo na região, identificando, por exemplo, a Gruta de Cezareda, numa zona particularmente fértil em vestígios arqueológicos no interior de grutas, a julgar pelas de Malgasta e da Lapa Furada.
Apesar do interesse que evidenciaram junto a um pequeno grupo de investigadores, a verdade é que o espólio encontrado não mereceu a atenção necessária à sua posterior classificação, não se encontrando, por conseguinte, na primeira grande lista de imóveis classificados como Monumentos Nacionais, publicada à véspera da implantação republicana em Portugal.
Entretanto, os estudos realizados no terreno por outros investigadores desde o início do século XX, o interesse particular de algumas individualidades pelos períodos mais remotos da ocupação humana no atual território português, designadamente no que se referia aos rituais funerários, conjuntamente a um contexto político mais propício à proteção de alguns dos seus exemplares, nomeadamente a partir do momento em que a legislação portuguesa passou a contemplar o valor arqueológico, logo em 1901, permitiram a classificação de novas grutas identificadas no espaço de tempo que mediou entre a presença de Encarnação Delgado e os finais da década de 1940.

## Características
Interpretadas, na altura, como fundamentais para a compreensão do Paleolítico em Portugal, por parte, designadamente, do conhecido prelado e pré-historiador Eugène Jalhay, uma das figuras centrais da Secção de Arqueologia Pré-histórica da Associação dos Arqueólogos Portugueses, o arqueossítio conhecido por Três Grutas é constituído por uma gruta principal situada junto à estrada de S. Bartolomeu (razão pela qual é de igual modo conhecido por Grutas de São Bartolomeu); uma segunda localizada no lado oposto da mesma via e, por fim, uma terceira gruta existente nas imediações de um pequeno povoado conhecido por Reguengo Pequeno.